# Bonitz Ferenc
Bonitz Ferenc (Fehértemplom, 1868. augusztus 31./szeptember 1. – Budapest, 1936. február 11.) újságíró, lapszerkesztő, sajtóreferens, miniszteri tanácsos.

## Életpályája
Középiskoláját szülővárosában végezte el. Budapesten volt bölcsészhallgató. 1888-ban részt vett a Szent Imre Kör megalapításában. 1891-től a Magyar Állam belső munkatársa volt. Székesfehérváron 1894-ben társszerkesztője, 1894–1895 között felelős szerkesztője volt a Fejérmegyei Naplónak. 1895–1896 között, valamint 1898–1906 között az Alkotmány felelős szerkesztője volt. 1896-ban Bernardin Freimuth művének lefordításáért felekezeti izgatás miatt perbe fogták. 1906–1918 között a miniszterelnökség sajtótudósítója volt. 1914–1918 között a vidéki hírszolgálatot irányította. 1915–1917 között miniszteri sajtótitkár volt. 1918-ban miniszteri titkár volt. 1919-ben a német kisebbségi minisztériumban miniszteri tanácsos volt. 1919-ben a Huszár-kormány megalakulásakor a miniszterelnöksági sajtóiroda vezetője volt; ezt a beosztását a Simonyi-Semadam-kormányban (1920) is megtartotta. 1920-ban a Szent István Akadémia III. osztályú tagjelöltje volt. 1920-ban megvált hivatalától; az Otthon Kör alelnöke lett. 1921-ben rövid ideig szerkesztette a Dunapostát. 1921–1922 között a budapesti Nemzeti Újság felelős szerkesztője volt. 1927–1928 között a Neues Politisches Volksblatt főszerkesztője volt.
Reakciós klerikális politikai törekvések szószólója volt.
Temetése a Kerepesi temetőben történt.

## Művei
- Jön a tatár! Vagyis közelednek a követválasztások. A haza józan polgárainak nyújtotta egy néppárti (Budapest, 1896)
- A zsidó vérgyilkosságok tört. napjainkig. Írta: Bernardin Freimut (fordította; Pozsony, 1896)
- A tatárjárás Magyarországon (Budapest, 1897)
- Gr. Zichy Nándor. Élet- és jellemrajz (Budapest, 1912)